# Forestville (Califórnia)
Forestville é uma Região censo-designada localizada no estado americano da Califórnia, no Condado de Sonoma.

## Demografia
Segundo o censo americano de 2000, a sua população era de 2370 habitantes.

## Geografia
De acordo com o United States Census Bureau tem uma área de 10,6 km², dos quais 10,6 km² cobertos por terra e 0,0 km² cobertos por água.

## Localidades na vizinhança
O diagrama seguinte representa as localidades num raio de 16 km ao redor de Forestville.